# Polkowice
Polkowice (udtale: [pɔlkɔˈvʲit͡sɛ]  ( hør) tysk: Polkwitz)  er en by  i  den nordlige centrale del af  Voivodskabet Nedre Schlesien i det sydvestlige Polen.  Byen  har 21.786(2021) indbyggere og et areal på 23,75 km².  Den er en del af   powiatet (amt) Polkowice.

## Geografi
Polkowice ligger i det historiske Nedre Schlesien, omkring 15 km nordvest for Lubin. Den nærmeste lufthavn er Wrocław Lufthavn, der ligger 72 km fra Polkowice.
Byen ligger i en traditionel mineregion og er en del af det største industrielle kobber-udvindingsområde i Polen, med et kobberforarbejdningsanlæg i nærheden. I bydelen Polkowice Dolne lå tidligere et statslandbrug (PGR) og siden 1998  en Volkswagen dieselmotorfabrik, en anden stor arbejdsgiver i regionen.

## Navnet
Byens navn er sandsynligvis afledt af det slaviske Boleslaw, der betyder "stor herlighed", et yndet dynastisk navn i det polske kongelige Piast-dynasti. Ifølge legenden lod den Schlesiske hertug Bolesław 1. den Høje (1127–1201) opføre en jagthytte nær den senere by, senere kaldet Bolkewice eller, tilpasset til Tysk udtale, Polkovicz (1333). I Statuta synodalia episcoporum Wratislaviensium fra 1475 hedder byen Polkewicze og Polkowice.

## Historie
Som et resultat af fragmenteringen af Polen i mindre hertugdømmer, under Piast-dynastiet, blev det en del af Hertugdømmet Schlesien, og senere Hertugdømmet Głogów. Polkowice blev nævnt som en by (civitas) i et skøde fra 1276. Det forblev en del af hertugdømmet Głogów, styret af de polske huse Piast og Huset Jagiello, inklusive fremtidige polske konger Johan 1. Albrekt og Sigismund 1. den Gamle, indtil hertugdømmets opløsning i 1506, da det blev indlemmet i  under den bøhmiske Krone.
Dele af middelalderbyen blev ødelagt af en ildebrand i 1457, den led yderligere skader under Trediveårskrigen og af en pestepidemi i 1680. Efter Første Schlesienkrig i 1742,  blev byen annekteret af Preussen og senere indlemmet i  provinsen Schlesien. Under Napoleonskrigene blev byen besøgt af Napoleon to gange, i 1807 og 1812. Mellem 1871 og 1945 var byen en del af Tyskland og blev omdøbt til Heerwegen i 1937 af tyske nazistiske myndigheder under en kampagne for at slette stednavne af polsk oprindelse.
Under Anden Verdenskrig blev en tysk arbejdslejr, en underlejr til fængslet i Jawor drevet i  Polkowice Dolne som i 2005 blev lagt til byens område. Den 11. januar 1945 evakuerede den tyske administration befolkningen og efterlod kun hæren i byen. Den 9. februar 1945 blev byen erobret af den Røde Hær. Bagefter blev den forladte by igen en del af Polen i overensstemmelse med Potsdam-aftalen og blev genbefolket af polakker, hvoraf mange var fordrevet fra områder i det tidligere østlige Polen, der da var annekteret af Sovjetunionen.

## Galleri
- Sankt Barbara kirke ved nat
- ZGZM (Copper Basin Gminas Association) kontor
- Gdańska gaden
- Centrum
- Mindesten for polske arbejdere i kobberminerne